# Ejnar Møbius
Ejnar August Møbius (ur. 6 sierpnia 1891 w Aarhus, zm. 22 listopada 1981 w Forlev) – duński gimnastyk, uczestnik igrzysk olimpijskich.
Uczestniczył w rywalizacji na V Letnich Igrzyskach Olimpijskich rozgrywanych w Sztokholmie. Startował tam w jednej konkurencji gimnastycznej. W wieloboju indywidualnym, z wynikiem 86,75 punktu, zajął 40. miejsce na 44 startujących zawodników.
Reprezentował barwy klubu AGF z Aarhus.